# The Night Fire
The Night Fire, em inglês no original, é um thriller e policial escrito por Michael Connelly, sendo o seu 33º livro de ação e tendo sido publicado pela primeira vez em 2019, nele intervindo três personagens usadas por Connelly anteriormente noutros livros, Harry Bosch, Renée Ballard e Mickey Haller.

## Resumo do enredo
Um juíz foi assassinado num parque da cidade e um homem, que tem por advogado Mickey Haller, também conhecido por Advogado do Lincoln, está a ser acusado do homicídio sendo inocente, o que significa que o verdadeiro assassino continua à solta.
Um sem abrigo morre queimado vivo dentro da sua tenda. O caso ocorrido no turno da madrugada é atribuido à detective Renée Ballard. Mas a aparente morte por descuido acaba por revelar um segredo obscuro.
Um homícidio não resolvido desde há muito tempo tempo acaba por parar nas mãos de Harry Bosch quando a esposa recém viúva do antigo parceiro policial de Harry lhe entrega alguns papéis do marido que ela encontrou.
Em LA as actividades criminosas nunca param. Mas com Ballard, Bosch e Haller o fogo está sempre aceso. A luz deste fogo irá iluminar o caminho, ou deixar as suas vidas em cinzas?

## Apreciação

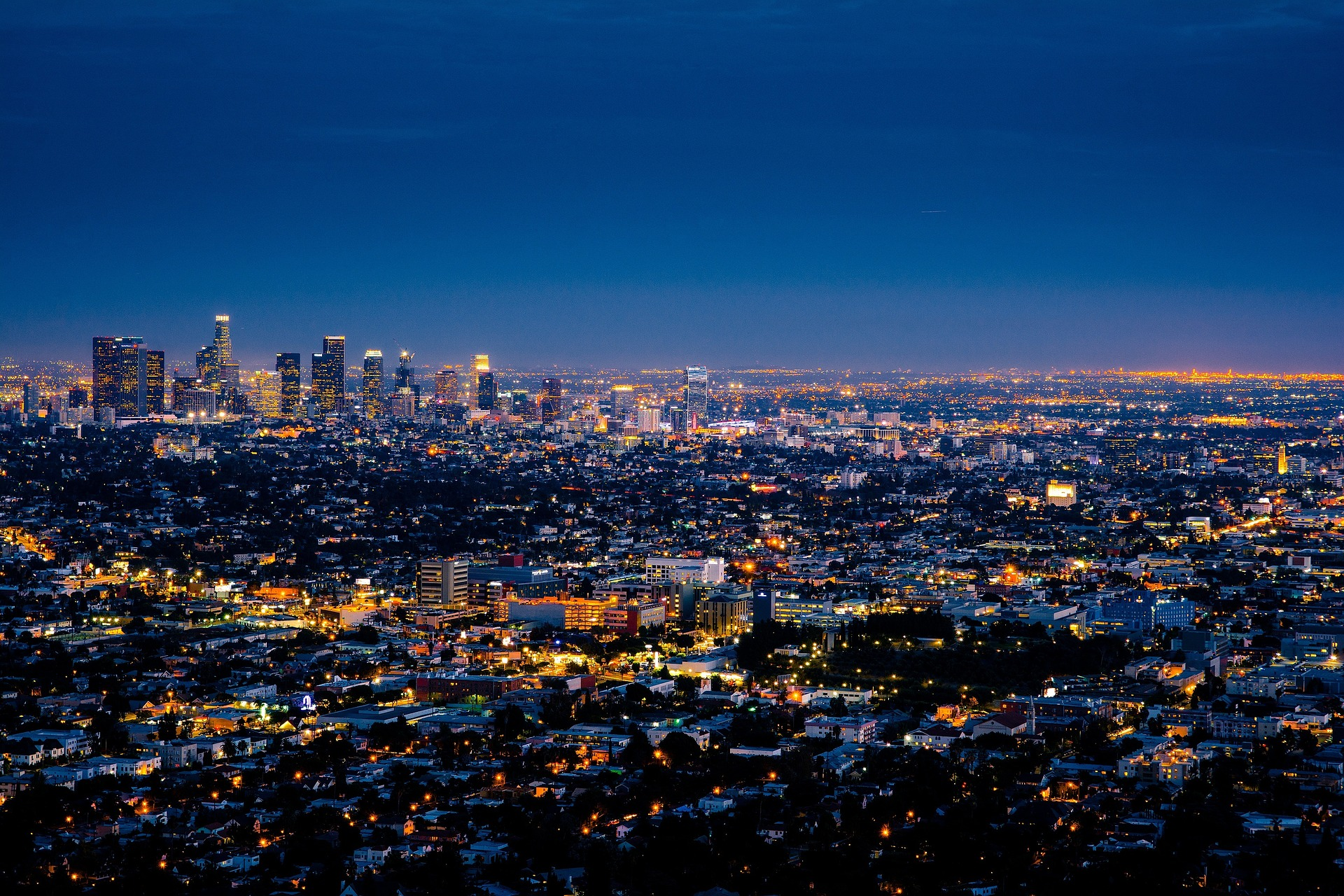
Vista noturna de LA, ambiente em que decorre grande parte do enredo

Connelly, um ex-reporter policial que usa a abordagem jornalística para escrever ficção o que lhe confere tom de veracidade, disse que não surpreende que a crescente população de sem-abrigo em Los Angeles desempenhe um papel na sua 33ª novela policial.
“Acho que é dever de um escritor, se vai escrever sobre Los Angeles, refletir sobre aquela que é uma crise do momento, e que é mesmo muito visível” referiu Connelly. Por escolha da própria, a nova parceira de Bosch, a detective Ballard, é virtualmente uma sem-abrigo pois não reside numa habitação corrente, antes dormindo numa tenda amovível na praia. Como se sabe de livros anteriores, Ballard, uma  detetive peculiar, prefere ficar perto da água em Venice Beach quando acaba o seu turno da madrugada, apenas ocasionalmente se retirando para casa da avó quando precisa de um abrigo mais convencional.
Além disso, Connelly é atraído para casos arquivados e admira a tenacidade dos detetives que os resolvem, incluindo a detetive da polícia de LA da vida real Mitzi Roberts, uma surfista e ex-barista em quem Ballard se baseia.
“The Night Fire” corresponde à 22ª novela com Bosch, mas este detetive icónico assume um papel de segundo plano enquanto recupera de uma cirurgia ao joelho, recebendo Ballard maior destaque. Esta novela revela alguns dos modos próprios com que a jovem Ballard difere do seu amigo, incluindo a sua disposição para cruzar os limites legais ao conseguir, ludibriando um juíz, uma escuta telefónica para incriminar um suspeito.